# Ielena Ponomareva
Ielena Ivanovna Ponomareva (en russe : Елена Ивановна Пономарева) est une ancienne joueuse de volley-ball russe née le 28 décembre 1972 à Moscou. Elle mesure 1,94 m et jouait au poste de réceptionneuse-attaquante. 

## Clubs
| Club                    | De        | À         |
| ----------------------- | --------- | --------- |
| CSKA Moscou             | 1990-1991 | 1996-1997 |
| Magna Carta Roma        | 1997-1998 | 1997-1998 |
| Volley 2000 Spezzano    | 1998-1998 | 1998-1998 |
| Volley Vicenza          | 1999-1999 | 1999-1999 |
| CSKA Moscou             | 1999-2000 | 1999-2000 |
| Pallavolo Sirio Perugia | 2000-2000 | 2000-2000 |
| CSKA Moscou             | 2000-2001 | 2000-2001 |
| Pallavolo Palermo       | 2001-2001 | 2001-2001 |
| CSKA Moscou             | 2001-2002 | 2001-2002 |
| Cucina Veca Carpi       | 2002-2002 | 2002-2002 |
| CSKA Moscou             | 2002-2003 | 2003-2004 |
| Stinol Lipetsk          | 2004-2005 | 2004-2005 |
| Kazanotchka Kazan       | 2005-2006 | 2005-2006 |
| Dinamo-Yantar           | 2006-2007 | 2006-2007 |
| Universitet Belgorod    | 2007-2008 | 2008-2009 |
| Dinamo Kazan            | 2009-2010 | 2012-2013 |
| Indesit Lipetsk         | 2013-2014 | 2013-2014 |

## Palmarès
- Coupe de Russie
  - Vainqueur : 2008, 2010, 2012.
- Championnat de Russie
  - Vainqueur : 2011, 2012, 2013.